# Familia criminal D'Aquila
La familia criminal D'Aquila (pronunciación en italiano: /ˈdaːkwila/) fue una de las primeras familias criminales en ser establecidas en los Estados Unidos y Nueva York. Los D'Aquila estuvieron basados en el barrio de Little Italy en Manhattan. Originalmente fue una pandilla dentro de la familia criminal Morello antes de separarse y absorber lo que quedaba de las pandillas de la camorra napolitana en Brooklyn. Fue una predecesora de la actual familia criminal Gambino.

## Historia
La familia D'Aquila rastrea su origen en la familia criminal Morello. Antes de convertirse en una familia y establecer su dominio en los años 1920 fue una pandilla operada por Ignazio Lupo de Palermo. Luego de que Lupo fusionó su pandilla con el grupo de los Morello para formar la familia criminal Morello se convirtió en el subjefe de la familia. El dejó el liderazgo de la pandilla a Salvatore D'Aquila quien en los años 1910 se separó de los Morello para empezar esa familia luego del arresto de los líderes Morello. En 1916 D'Aquila absorbió lo que quedaba de la Camorra de Brooklyn luego de que se fueran a la guerra con los Morello, creando la familia D'Aquila.
El 10 de octubre de 1928, D'Aquila fue asesinado en la Avenida A en Manhattan, a la edad de 54. Luego de su asesinato, la familia fue controlado por Manfredi Mineo.